# Zlatan Ljubijankić
Zlatan Ljubijankić, slovenski nogometaš, * 15. december 1983, Ljubljana.
Nogometno pot je Zlatan začel v NK Domžale in bil med igranjem za ta klub od novinarjev izbran za najboljšega slovenskega nogometaša sezone 2006-07. Januarja 2008 je za 1 milijon evrov prestopil v belgijski klub Gent. Pred tem so v javnosti krožile govorice, ki so Ljubijankića povezovale s klubi RCD Espanyol, Celtic, Atalanto ter Werderjem iz Bremna. Med letoma 2012 in 2018 je igral za japonska kluba Omija Ardidža in Urawa Red Diamonds, ob koncu kariere pa za Slovan.

## Dosežki

#### NK Domžale
- Slovenska prva nogometna liga: 2006–07

- podprvak: 2004–05, 2005–6

- Slovenski nogometni superpokal: 2007

#### K.A.A. Gent
- Belgijski nogometni pokal:

- podprvak: 2007–08